# Чернышёв, Пётр Матвеевич
Пётр Матвеевич Чернышев (?—1773) — комендант Симбирской провинции, происходил из польского шляхетского рода;

## Биография
Начал службу в 1745 году придворным камер-лакеем.
В мае 1746 г. арестован вместе с двоюродным братом, Андреем Гаврииловичем. По одним сведениям, до 1748 года находился под стражей в Рыбачьей слободе, по другим — в том же 1746 г. выпущен прапорщиком в полевые полки, а в 1748 г. произведен последовательно в чины подпоручика и поручика.
Есть указание, что в 1755 г. он служил в Кизляре.
В марте 1762 г. он был произведен в премьер-майоры с назначением в тобольский пехотный полк; в 1764 г. произведен в подполковники, а в 1766 г. — в полковники и назначен Синбирским комендантом. Во время Пугачевского бунта по приказу генерала Кара двинулся с отрядом в 2000 чел. при 12 орудиях на помощь осажденному Оренбургу.
13-го ноября 1773 г. в деревне Чернореченской, на расстоянии одного перехода от Оренбурга, узнал о поражении генерала Кара, но продолжал движение к Оренбургу, поддавшись убеждениям шпиона Пугачева, казацкого сотника и депутата Падурова, обещавшего провести отряд безопасной дорогой. Не доходя 4—5 верст до Оренбурга, Чернышев попал в засаду; казаки и калмыки, составлявшие значительную часть его отряда, изменили, а солдаты, измученные стужей, голодом и ночными переходами, оказали слабое сопротивление, так что весь отряд был взят в плен. Пугачев повесил Чернышева и, с ним оставшихся верными Екатерине II, 36 офицеров и калмыцкого полковника.